# Пікеріс-Пуебло (Нью-Мексико)
Пікеріс-Пуебло (англ. Picuris Pueblo) — переписна місцевість (CDP) в США, в окрузі Таос штату Нью-Мексико. Населення — 83 особи (2020).

## Географія
Пікеріс-Пуебло розташований за координатами 36°12′1″ пн. ш. 105°43′25″ зх. д. / 36.20028° пн. ш. 105.72361° зх. д. (36.200146, -105.723504).  За даними Бюро перепису населення США в 2010 році переписна місцевість мала площу 1,19 км², з яких 1,18 км² — суходіл та 0,01 км² — водойми.

## Демографія
Згідно з переписом 2010 року, у переписній місцевості мешкало 68 осіб у 30 домогосподарствах у складі 18 родин. Густота населення становила 57 осіб/км².  Було 43 помешкання (36/км²).
Расовий склад населення:
| - 88,2 % — корінних американців - 7,4 % — білих - 4,4 % — осіб інших рас |

До двох чи більше рас належало 0,0 %. Частка іспаномовних становила 22,1 % від усіх жителів.
За віковим діапазоном населення розподілялося таким чином: 23,5 % — особи молодші 18 років, 66,2 % — особи у віці 18—64 років, 10,3 % — особи у віці 65 років та старші. Медіана віку мешканця становила 39,5 року. На 100 осіб жіночої статі у переписній місцевості припадало 151,9 чоловіків;  на 100 жінок у віці від 18 років та старших — 136,4 чоловіків також старших 18 років.
Середній дохід на одне домашнє господарство  становив 18 050 доларів США (медіана — 19 375), а середній дохід на одну сім'ю — 22 840 доларів (медіана — 21 250). За межею бідності перебувало 22,4 % осіб, у тому числі 0,0 % дітей у віці до 18 років та 23,1 % осіб у віці 65 років та старших.
Цивільне працевлаштоване населення становило 14 особи. Основні галузі зайнятості: публічна адміністрація — 57,1 %, освіта, охорона здоров'я та соціальна допомога — 21,4 %, мистецтво, розваги та відпочинок — 14,3 %.